# Ramsau bei Berchtesgaden
Ramsau bei Berchtesgaden è un comune tedesco di 1 748 abitanti situato nel land della Baviera.
Il comune si trova nel circondario del Berchtesgadener Land in Baviera e vicino al confine con l'Austria, a 35 km a sud di Salisburgo e 150 km a sud-ovest di Monaco. 

## Geografia
Ramsau bei Berchtesgaden è situato in una valle all'interno delle Alpi di Berchtesgaden, il centro abitato si trova ad un'altitudine di 670 m s.l.m. mentre il territorio comunale nel complesso si estende tra i 630 m e i 2713 m s.l.m., il punto più elevato è la vetta centrale del Watzmann.
Gran parte del territorio comunale è compreso nel Parco nazionale di Berchtesgaden.

## Monumenti e luoghi d'interesse

### Architetture religiose
- La piccola chiesa di San Sebastiano, situata nel centro del paese e risalente al 1512 per la sua posizione suggestiva è stata rappresentata da numerosi pittori romantici tra i quali Wilhelm Bendz, Thomas Fearnley, Ferdinand Runk, Ferdinand Laufberger, Wilhelm Busch, Otto Pippel e Will Klinger-Franken.[3]

- Il santuario di Maria Himmelfahrt, risalente al XVIII secolo e situato poco sopra il centro abitato è considerato uno dei più emblematici edifici del rococò in Baviera.[4]